# Коробов, Борис Самойлович
Борис Самойлович Коробов (19 декабря 1905, Ромны — 18 марта 1975) — советский конструктор вооружений, специалист в области артиллерийских систем, антенных установок. Лауреат Ленинской премии (1958) и Государственной премии СССР (1972).

## Биография
Родился в городе Ромны Полтавской губернии.
Учился на военно-механическом факультет Ленинградского политехнического института. В результате реформы высшего образования факультет был преобразован в самостоятельный вуз - Ленинградский военно-механический институт. Приказом №61 от 26 марта 1932 г. директором института Евдокимовым был переведен на третий курс ЛВМИ (ЦА СПбПУ, ф. 3121. оп. 76, д. 51, л. 209-212)  
В 1937—1941 годах работал в конструкторском отделе Обуховского завода.
С 1941 г. в Ленинградском филиале Центрального артиллерийского конструкторского бюро (ЦАКБ), с 1945 г. в созданном на его базе Ленинградском ЦКБ-34 (КБ специального машиностроения), в 1951—1975 начальник КБ-3.
С 1952 г. главный конструктор пусковой установки (ПУ) комплекса С-75. Система была принята на вооружение в 1958 году. В том же году её разработчикам, в том числе Коробову, была присуждена Ленинская премия.
С 1957 г. главный конструктор по пусковым установкам системы С-125.
Главный конструктор подвижной пусковой установки СМ-63 ракет 217М зенитной системы С-25 (1960-е гг.). С 1969 г. главный конструктор опорно-поворотного устройства СМ-215 для азимутального телескопа АЗТ-28 системы «Сажень-С».
Лауреат Государственной премии СССР (1972) за работы по модернизации зенитно-ракетной системы С-125.

## Семья
Дочь — Эра Борисовна Коробова (р. 1930), искусствовед, сотрудник Государственного Эрмитажа.